# Димитрије Средојевић
Димитрије Средојевић (Атеница код Чачка, 6. новембар 1862 — Крф, 10. новембар 1918) је био српски учитељ и политичар. Народни посланик у скупштини Краљевине Србије, посланик Крфске скупштине до смрти 1918. и истакнути члан Радикалне странке. Вишегодишњи председник Атеничке општине и оснивач школе у том месту. 
Носилац највиших државних признања од којих се истиче Краљевски орден Светог Саве за посебне заслуге у развоју школства.
Умро је на Крфу 1918. а 1926. његове мошти су уз државне почасти пренете у Атеницу где му је подигнут монументални споменик.